# Bortków
Bortków (ukr. Бортків) – wieś w obwodzie lwowskim, w rejonie złoczowskim na Ukrainie.

## Położenie
Na podstawie Słownika geograficznego Królestwa Polskiego i innych krajów słowiańskich z końca XIX w. to: wieś w powiecie złoczowskim, położona 3 mile na północny-zachód od sądu powiatowego w Złoczowie, 12 km na południe od stacji kolei żelaznej w Krasnym.

## Ludzie
- Grzegorz Noss[3] – nauczyciel[4], pszczelarz[5].